# 정소빈
정소빈(鄭玿霦, 濔逢，1981년 6월 29일 ~ )는 대한민국의 작가이다. 미유네도예공방대표이며 도예가, 화가, 일러스트레이터이며 다양한 디자인 작품활동을 하고 있다. 
현재 부평구 북멘토, (사)어린이도서연구회 소속으로, [前]문학 秀작가회 사무국장, [現]영란문학회 사무국장, 문학 秀 작가회 총무국장으로 활동하며 시인, 작가로 활발하게 활동하고 있다.